# Nischenkonstruktion
Der Begriff Nischenkonstruktion bezeichnet den Prozess in der Evolution, in dem Spezies ihre Umwelt ursächlich als Evolutionsfaktor verändern. Arten formen ihre Umwelt mit, und die auf abiotischen und biotischen Faktoren basierende Umwelt, in der sie leben (Ökologische Nische), ist gleichzeitig Teil des Selektionsmaterials für ihren eigenen evolutionären Verlauf, unter Umständen auch für den anderer Arten.

## Frühe Gedanken
Konrad Lorenz sprach 1973 von einer „Gen-Kultur-Koevolution“. Gedanken zu einer reziproken evolutionären Entwicklung äußerte schon Richard Lewontin 1983. Der britische Biologe John Odling-Smee führte das Konzept, das er „niche construction“ nannte, 1988 in die Evolutionstheorie ein und baute es in den folgenden Jahrzehnten mit weiteren Wissenschaftlern aus. Peter Richerson und Robert Boyd verwenden diese Sicht für die Erklärung kultureller Evolution.

## Beispiele

### Laktosetoleranz und Milchviehwirtschaft

Anteil der Bevölkerung ohne die Mutation, die auch noch im Erwachsenenalter Milch(zucker) verträglich macht.
Quelle: Verein für Laktoseintoleranz/Die Zeit

Die Lactosetoleranz (der Ausgangszustand ist Laktoseintoleranz) des Menschen geht zurück auf eine Mutation, die jünger ist als 10.000 Jahre. Parallel mit der Ausbreitung dieser lokalen, an der heutigen Ostsee erstmals aufgetretenen Mutation, ging die Ausbreitung der Milchviehwirtschaft einher. Diese ist im Sinne Odling-Smees eine Nischenkonstruktion, die der Mensch sich selbst schafft. Dieses neuartige kulturelle Umfeld hat wahrscheinlich zur Erhöhung der Genfrequenz des mutierten Lactase-Gens in der Population geführt, und das wiederum zur Ausweitung der Milchviehhaltung. Hier wird deutlich, wie die Dinge ineinander greifen und sich gegenseitig fördern. Die Nische (Milchviehhaltung) ist ein neues, vom Menschen geschaffenes Umfeld, und damit neue Selektionsgrundlage für die weitere Evolution des Menschen. Steward A. Newman (2010): Nischen sind also nicht im vorhin existierende Orte in der natürlichen Umgebung, die von einem Organismus besetzt werden, der dafür die passenden Eigenschaften mitbringt. Nischen sind ausgewählt und in vielen Fällen konstruiert durch ihre Bewohner.

### Insektenstaaten; Regenwürmer; Biber

Termitenhügel in Australien

Odling-Smee nennt weitere Beispiele, etwa Insektenstaaten, die in ihren Bauten spezifische Umweltbedingungen schaffen, bezüglich etwa der Temperaturen, der Luftfeuchtigkeit, der Lichtintensität etc. Unter diesen Bedingungen gedeihen die Nachkommen. Ein frühes Standardbeispiel, mit dem schon Darwin sich im hohen Alter ausführlich beschäftigt hat, sind Regenwürmer, die den Boden nicht nur in seiner Drainage, sondern auch seiner chemischen Zusammensetzung umgestalten (Bioturbation), und damit das Wachstum von Pflanzen fördern. Regenwürmer seien ihrer Herkunft nach an das Wasser angepasste Tiere und eher schlecht ausgerüstet für ein Leben an Land. Auf ihre Weise schaffen sie sich einen Lebensraum, eine Nischenkonstruktion. Auch Biber werden in diesem Zusammenhang immer wieder als Art genannt, die ihre Umgebung mit dem Bau von Dämmen im großen Stil verändert und sich ihre Umweltbedingungen schafft, unter denen sie sich selbst weiter entwickelt.

## Bestandteil der Erweiterten Synthese in der Evolutionstheorie
Nischenkonstruktion wird in der Erweiterten Synthese in der Evolutionstheorie als wichtiger Teil und als eigener Evolutionsfaktor neben der natürlichen Selektion gesehen.

### Grundlagen
- F. J. Odling-Smee, K. N. Laland, M. W. Feldman: Niche construction: the neglected process in evolution. Princeton University Press, Princeton 2003.
- Rachel L. Day, Kevin N. Laland, John Odling-Smee: Rethinking Adaption – the niche-construction perspective. 2003.
- R. Dawkins: Extended phenotype–but not too extended. A reply to Laland, Turner and Jablonka. In: Biology and Philosophy. Band 19, 2004, S. 377–396.
- John Odling-Smee: Niche inheritance. In: Massimo Pigliucci, Gerd Müller: Evolution – The Extended Synthesis. MIT Press, 2010.
- J. Odling-Smee, D. H. Erwin, E. P. Palkovacs, M. W. Feldman, K. N. Laland: Niche construction theory: a practical guide for ecologists. In: The Quarterly review of biology. Band 88, 2013, S. 3–28.

### Weiterführend
- J. Richerson, R. Boyd: Not by Genes Alone. How Culture Transformed Human Evolution. University of Chicago Press, 2005.
- A. Pocheville: What Niche Construction is (not). Ecole Normale Supérieure Paris, Paris 2010, S. 39–124.